# أراندايلا
بلدية أراندايلا (بالإسبانية: Arandilla)‏، هي إحدى بلديات مقاطعة برغش، التي تقع في منطقة قشتالة وليون، والتي تقع في شمال غرب إسبانيا. يبلغ عدد سكانها 193 نسمة وفقاً لإحصائية سنة (2002).